# 紹介、またはシャルロットとステーキ
『紹介、またはシャルロットとステーキ』（原題：Présentation ou Charlotte et son steak）は、1951年（昭和26年）撮影、1961年（昭和36年）完成・公開、エリック・ロメール監督によるフランスの短篇映画である。『紹介、あるいはシャルロットと彼女のステーキ』の題でも知られる。

## 略歴・概要
1948年（昭和23年）「シネクラブ・デュ・カルティエ・ラタン」を主宰し、毎週木曜日には行なう上映会で解説を行なっていたリセ教師モーリス・シェレールことエリック・ロメールは、そこに集まる青年たちと1950年（昭和25年）5月から、『ラ・ガゼット・デュ・シネマ』誌を発行しはじめたが、同年、それと平行して、短篇映画を撮りはじめた。
当時30歳のロメールはリセの夏休みを利用し、仲間で当時28歳のポール・ジェゴフと脚本を書き、ジェゴフを主演に『ある悪党の日記』を撮り、当時22歳のジャック・リヴェットは、当時19歳のジャン＝リュック・ゴダールを主演に『ル・カドリーユ』を撮った。同年の年末年始のリセの冬休みに、ゴダールが育ったスイス・ヴォー州ニオン近辺で、20歳になったばかりのゴダールを主演にロメールが撮った短篇映画が本作である。本作におけるゴダールは、メガネをかけておらず、くせ毛はそのままだが、後を刈り上げている。
本作は、撮影後、編集して、サイレント映画として仲間内で上映されていたが、6年後の1957年（昭和32年）にゴダールが、本作の続篇として、『シャルロットとヴェロニク、あるいは男の子の名はすべてパトリックである』（『男の子の名前はみんなパトリックっていうの』）を監督し、翌1958年（昭和33年）にはロメールがその第3篇『ヴェロニクと彼女の怠慢な生徒』を監督し、ゴダールが第4篇『シャルロットと彼女のジュール』を監督した。ゴダールは、アンヌ・コレットやジャン＝クロード・ブリアリ、ジャン＝ポール・ベルモンド、ニコル・ベルジェといった新進俳優を起用、ロメールもヴェロニク役にベルジェを起用した。
その翌年の1959年（昭和34年）、ゴダールは、ベルモンドとオットー・プレミンジャー監督の『悲しみよこんにちは』に主演した新進スター女優ジーン・セバーグを主演に起用した長篇劇映画『勝手にしやがれ』を監督するチャンスを得、同年の夏、リセの夏休みを利用して、ロメールも長篇劇映画『獅子座』を監督し、ゴダールは1960年（昭和35年）、ロメールは少々遅れて1963年（昭和38年）にデビュー長篇がそれぞれ公開された。
10年も前に撮影された本作のアフレコが行なわれることになった経緯は、「ヌーヴェルヴァーグ」と名づけられることになった彼らのストック作品に注目が集まったことと、ゴダールはアンナ・カリーナと『勝手にしやがれ』の撮影前に知り合い、ロメールは『獅子座』に出演したステファーヌ・オードランに声をかけることができたからである。声の出演として、ゴダール、オードラン、カリーナの名がクレジットされているが、出演したアンヌ・クードレ、アンドレー・ベルトランの名はクレジットされていない。

## スタッフ・作品データ
- 監督・脚本 : エリック・ロメール
- 撮影 : （ノンクレジット）
- 音楽 : モーリス・ルルー
- 編集 : アニエス・ギュモ
- 製作 : ギイ・ド・レー
- 撮影年 : 1951年初頭の冬

## キャスト
- ジャン＝リュック・ゴダール （ヴァルテル役、ヴァルテルの声）
- ステファーヌ・オードラン （シャルロットの声）
- アンナ・カリーナ （クララの声）

ノンクレジット
- アンヌ・クードレ （シャルロット役）
- アンドレー・ベルトラン （クララ役）

## ストーリー
ヴァルテル（ジャン＝リュック・ゴダール）は、雪道をクララ（アンドレー・ベルトラン、声 アンナ・カリーナ）を連れて駅に来たが、それと同時刻にシャルロット（アンヌ・クードレ、声 ステファーヌ・オードラン）と待ち合わせをしていた。クララをシャルロットに紹介し、クララが去った後、シャルロットが自宅に招いてくれた。ヴァルテルは、キスされるのではないかと期待したが、シャルロットはコーヒーをいれてステーキを焼くだけであった。最後にやっとキスされたが、それはシャルロットにとっては、愛していないという意味であった。

## 関連事項
- ジャン＝リュック・ゴダール出演作品一覧
- シリーズ全4作

1. エリック・ロメール『紹介、またはシャルロットとステーキ』 Présentation ou Charlotte et son steak （1951年）
2. ジャン＝リュック・ゴダール『男の子の名前はみんなパトリックっていうの』 Charlotte et Véronique ou Tous les garçons s'appellent Patrick（1957年）
3. エリック・ロメール『ヴェロニクと怠慢な生徒』 Véronique et son cancre （1958年）
4. ジャン＝リュック・ゴダール『シャルロットとジュール』 Charlotte et son jules （1958年）

## 註
1. 1 2  本篇の最後でシャルロットが乗る列車に「ニオン - サン＝セルグ」と大書されている。DVDエリック・ロメール コレクション「モンソーのパン屋の女の子 / シュザンヌの生き方 / 紹介またはシャルロットとステーキ / パリのナジャ」（紀伊國屋書店、2007年1月27日）収録の本篇映像を参照。